# Giovanni Greco
Giovanni Greco (Roma, 2 maggio 1970) è uno scrittore, traduttore, pedagogo, attore e regista teatrale italiano.

## Biografia
Nato nel 1970 a Roma, dopo la Laurea in Lettere Classiche presso La Sapienza, si è diplomato all'Accademia nazionale d'arte drammatica specializzandosi alla Guildhall School of Music and Drama di Londra. Nel 2011 ha conseguito il titolo di Dottore di Ricerca in Filologia e Storia del mondo antico presso "Sapienza" Università di Roma. 
Nel 2011 il suo esordio nella narrativa, Malacrianza, ha vinto la XXIV edizione del Premio Italo Calvino ed è giunto finalista al Premio Strega e al Premio Viareggio.
Nel 2014 ha pubblicato il secondo romanzo L'ultima madre adattato per la scena dallo stesso Greco nel 2016. Lo spettacolo vede il suo debutto al Teatro Vittorio Emanuele II di Messina e al Teatro Vascello di Roma, tra gli interpreti Ilaria Genatiempo, Vittoria Faro e Lorenzo Parrotto. 
Nel 2019 esce il suo terzo romanzo: “L’evidenza”, edito Castelvecchi, mentre nel 2022, edito da Ponte alle grazie, viene pubblicato "Bruciare da sola", romanzo anch'esso adattato e trasposto in teatro da Greco.
Ha tradotto Tony Harrison e Sofocle ed è autore di regie teatrali rappresentate in Italia e all'estero.
Insegna "Storia dello spettacolo" presso l'Accademia nazionale d'arte drammatica "Silvio d'Amico".

## Opere

### Romanzi
- Malacrianza, Roma, Nutrimenti, 2012 ISBN 978-88-6594-111-9.
- L'ultima madre, Roma-Milano, Nutrimenti-Feltrinelli, 2014 ISBN 978-88-07-04104-4.
- L’evidenza, Roma, Castelvecchi, 2019 ISBN 978-88-32-82560-2.
- Bruciare da sola, Milano, Ponte alle grazie, 2022 ISBN 978-88-333-1764-9.
- Il Club 27, Milano, Ponte alle grazie 2024,ISBN 979-12-558-2062-8

### Traduzioni
- Tony Harrison, Vuoti, Torino, Einaudi, 2008 ISBN 9788806182090
- Tony Harrison, I Segugi di Ossirinco, Roma, Ponte Sisto, 2013 ISBN 9788895884820
- Sofocle, Antigone, Milano, Feltrinelli, 2013 ISBN 978-88-07-90009-9
- Aristofane, Lisistrata, Milano, Feltrinelli, 2016 ISBN 978-88-07-90245-1
- Euripide, Alcesti, Milano, Feltrinelli, 2019 ISBN 978-88-07-90339-7
- Eschilo, Orestea, Milano, Feltrinelli, 2022 ISBN 978-88-07-90417-2
- Catullo, E allora dammi mille baci e cento, Milano, Ponte alle Grazie, 2024 ISBN 979-12-5582-031-4
- Sofocle, Trachinie-Filottete, Milano, Feltrinelli, 2024 ISBN 9788807904738

### Saggi
- Teatri di pace in Palestina, Roma, Il Manifesto, 2005 ISBN 88-7285-380-X

### Curatele
- Antigone e le Antigoni, Firenze, Le Monnier, 2010 ISBN 978-88-00-74022-7
- Argilla: storie di terra cruda, Roma, Artemide, 2011 ISBN 978-88-7575-153-1